# Chen Aisen
Chen Aisen (en chino: 陈艾森; Cantón, 22 de octubre de 1995) es un deportista chino que compite en saltos de plataforma.
Participó en dos Juegos Olímpicos de Verano, obteniendo en total tres medallas, dos de oro en Río de Janeiro 2016, en las pruebas individual y sincronizada (con Lin Yue), y plata en Tokio 2020, en la prueba sincronizada (con Cao Yuan).
Ganó cuatro medallas en el Campeonato Mundial de Natación entre los años 2015 y 2019. En los Juegos Asiáticos consiguió dos medallas, oro en 2014 y oro en 2018.

## Palmarés internacional
| Juegos Olímpicos   | Juegos Olímpicos        | Juegos Olímpicos | Juegos Olímpicos       |
| Año                | Lugar                   | Medalla          | Prueba                 |
| ------------------ | ----------------------- | ---------------- | ---------------------- |
| 2016               | Río de Janeiro (Brasil) | Medalla de oro   | Plataforma 10 m        |
| 2016               | Río de Janeiro (Brasil) | Medalla de oro   | Plataforma 10 m sincro |
| 2020               | Tokio (Japón)           | Medalla de plata | Plataforma 10 m sincro |
| Campeonato Mundial |                         |                  |                        |
| Año                | Lugar                   | Medalla          | Prueba                 |
| 2015               | Kazán (Rusia)           | Medalla de oro   | Plataforma 10 m sincro |
| 2017               | Budapest (Hungría)      | Medalla de oro   | Plataforma 10 m sincro |
| 2017               | Budapest (Hungría)      | Medalla de plata | Plataforma 10 m        |
| 2019               | Gwangju (Corea del Sur) | Medalla de oro   | Plataforma 10 m sincro |
| Juegos Asiáticos   |                         |                  |                        |
| Año                | Lugar                   | Medalla          | Prueba                 |
| 2014               | Incheon (Corea del Sur) | Medalla de oro   | Plataforma 10 m sincro |
| 2018               | Yakarta (Indonesia)     | Medalla de oro   | Plataforma 10 m sincro |